# Guillermo Herrera
Guillermo Bernardino Herrera Villarreal (Tulcán, 7 de diciembre de 1972) es un economista y político ecuatoriano que ocupó el cargo de prefecto provincial del Carchi de 2012 a 2022.

## Biografía
Nació el 7 de diciembre de 1972 en Tulcán, provincia del Carchi. Realizó sus estudios secundarios en el Colegio Nacional Bolívar y los superiores en la Universidad Central del Ecuador, donde obtuvo el título de economista. Antes de ingresar en la política, trabajó como asesor económico en el Congreso Nacional.
En 2008 se convirtió en presidente provincial del partido Izquierda Democrática. Al año siguiente fue elegido viceprefecto de la provincia del Carchi de la mano del mismo partido. Asumió la prefectura de la provincia el 13 de noviembre de 2012 luego de la renuncia del prefecto René Yandún, quien dimitió del cargo para lanzarse como candidato a la Asamblea Nacional del Ecuador.
Fue reelecto al cargo de prefecto en las elecciones seccionales de 2014 y de 2019. Desde el puesto, dirigió dos veces la Mancomunidad del Norte del Ecuador. Adicionalmente, en 2020 se convirtió en el presidente nacional del partido socialdemócrata Izquierda Democrática.
En septiembre de 2022 renunció al cargo de prefecto para presentarse como candidato a la alcaldía de Tulcán, por lo que fue sucedido por la viceprefecta, Melva Cadena. No obstante, durante las elecciones seccionales de 2023 fue derrotado en la contienda por la alcaldía, alcanzando una votación del 13.7%.